# Левашов, Владимир Александрович
Влади́мир Алекса́ндрович Левашо́в (Левашев) (11 [23] ноября 1850, Тульская губерния — 30 декабря 1912 [12 января 1913], Тульская губерния) — государственный деятель Российской империи, Олонецкий, Херсонский и Рязанский губернатор, сенатор, тайный советник.

## Биография
Родился 11 (23) ноября 1850 года в Жердево в Крапивенского уезда Тульской губернии в семье коллежского советника Александра Ивановича Левашова и Людмилы Александровны (урожд. Щелиной); был старшим братом Александра Левашова. По одним сведениям он родился 15 июля, по другим сведениям — 11 ноября, а по метрической книге — 30 ноября 1850 года, крещён был 15 декабря того же года.  Родители имели земельные владения в Тульской губернии (900 десятин), в Костромской губернии (400 десятин) и в Вологодской губернии (1500 десятин).
Образование получил в Императорском Московском университете, курс наук которого он окончил со степенью кандидата естественных наук и был оставлен при университете для подготовки к профессорской деятельности по кафедре геологии. Был командирован за границу, где занимался под руководством известных профессоров.
Возвратившись в Россию, поступил на службу по Министерству государственных имуществ и прослужил здесь до 1877 года, когда отправился на театр военных действии русско-турецкой войны, в качестве уполномоченного Российского общества Красного Креста. По окончании военных действий был командирован императрицей Марией Александровной в Одессу для встречи русских войск, возвращавшихся в Россию с театра военных действий.
Затем он оставил военную службу и поселился в родовом имении Тульской губернии и посвятил себя сельскому хозяйству и общественной службе. Последовательно избирался в уездные и губернские гласные, депутатом дворянства, почётным мировым судьёй, участковым мировым судьей, предводителем дворянства. В должности предводителя дворянства Левашов прослужил семь лет — с 1884 по 1891 год, после чего был назначен черниговским вице-губернатором. Затем переведён на ту же должность во Владимирскую губернию. С 1894 года по 1899 был витебским губернатором, затем последовательно занимал должности Олонецкого, Херсонского и Рязанского губернатора. С 1 января 1897 года — действительный статский советник, затем — тайный советник.
В качестве губернатора Олонецкой губернии много способствовал делу развития Олонецкого края, благоустройству и украшению Петрозаводска. По его распоряжению была составлена подробная карта дорог, на которой были зафиксированы даже пешеходные тропы, учреждён специальный дорожный комитет, которому были приданы большие полномочия. Ежегодно стала составляться программа ремонта и прокладки дорог, которая финансировалась и выполнялась уездными и губернским земствами. В. А. Левашов уделял большое внимание губернской земской больнице. Поддержал земство в стремлении организовать на месте специализированную офтальмологическую помощь. В 1903 г. было открыто глазное отделение губернской больницы. Одной из инициатив губернатора стало устройство бульвара на Широкой Слободской улице (открыт 10 июня 1900 г.). По постановлению городской думы бульвару было присвоено имя Левашова, с 1918 года — переименован в бульвар имени Карла Либнехта, позднее — бульвар Карла Либнехта и Розы Люксембург. Ныне — Левашовский бульвар. В наши дни разросшийся Левашовский бульвар является одним из основных зелёных украшений центральной части Петрозаводска. Кроме бульвара, при В. А. Левашове, в Петрозаводске появились первые мостовые, замощённые булыжником, и первые телефоны.
В бытность Херсонским губернатором Левашов много способствовал проведению железной дороги в Николаев. С последней должности, 5 августа 1910 года был назначен к присутствованию во 2-м Департаменте Сената.
Состоял пожизненным членом ведомства учреждений императрицы Марии Витебской, Олонецкой и Херсонской губернии.
Имел родовых земель в Тульской губернии 865 десятин и в Санкт-Петербургской губернии — 400 десятин.
Скончался 30 декабря 1912 (12 января 1913) года в имении Жердево Тульской губернии ( по другим данным, в Тверской губернии).

## Семья
Состоял в браке с Марией Васильевной (урождённой Плещеевой) (1868—?), дочерью штабс-капитана.
Дети:
- Александр (род. 16(28) дек.1890 г)[6])
- Василий (род. 1(13) января 1892г.)
- Иван (род. 1896)
- Варвара (род. 8(20) дек. 1887г.)
- Наталья (род. 7(19) дек. 1889г.)